# Эйвон (река, впадает в Ла-Манш у Крайстчёрча)
Э́йвон (англ. Avon) — река на юге Англии. Берёт начало в графстве Уилтшир и протекает через город Солсбери и графство Гэмпшир, впадает в Ла-Манш в районе Крайстчёрч-Харбор в графстве Дорсет. Длина реки — 77 км, Площадь водосборного бассейна — 2932 км².
Чтобы отличить от прочих одноимённых английских рек, данную реку называют Солсберийский Эйвон или Гэмпширский Эйвон. Это одна из рек в Великобритании, в которой наблюдается образование донного льда. Исследователи предполагают, что Эйвон содержит больше видов рыб, чем любая другая река в Великобритании.

## Этимология
Название реки тавтологично: Avon происходит от прото-бриттского слова, означающего «река».

## Географическое положение
Эйвон начинается как две отдельные реки. Исток Западного Эйвона находится на востоке города Девизес, собирая воды долины Пеуси. Исток Восточного Эйвона находится к востоку от Пеуси, протекая параллельно каналу Кеннет-Эйвон. Эти две реки сливаются в Апэйвоне на высоте 150 м, далее река течёт на юг по равнине Солсбери через Даррингтон, Эймсбери и Солсбери. К югу от Солсбери река протекает по Гэмпширскому бассейну, течёт вдоль западного края парка Нью-Форест через Фордингбридж и Рингвуд, сливается с рекой Стаур в Крайстчёрч, образует залив Крайстчёрч-Харбор, соединяющийся с проливом Ла-Манш у Мадефорда.
Все основные притоки Эйвона, включая Нэддер, Вайли, Борн и Эббл, впадают в Эйвон в окрестностях Солсбери.
Около половины длины реки находится в графстве Уилтшир, и лишь относительно короткая часть полностью лежит в пределах нынешних границ графств Гэмпшир и Дорсет. Так как в Уилтшире протекают две реки с названием Эйвон, реку стали называть Солсберийский Эйвон или Гэмпширский Эйвон.
Тропа долины Эйвон идёт параллельно реке из Солсбери в Крайстчерч.

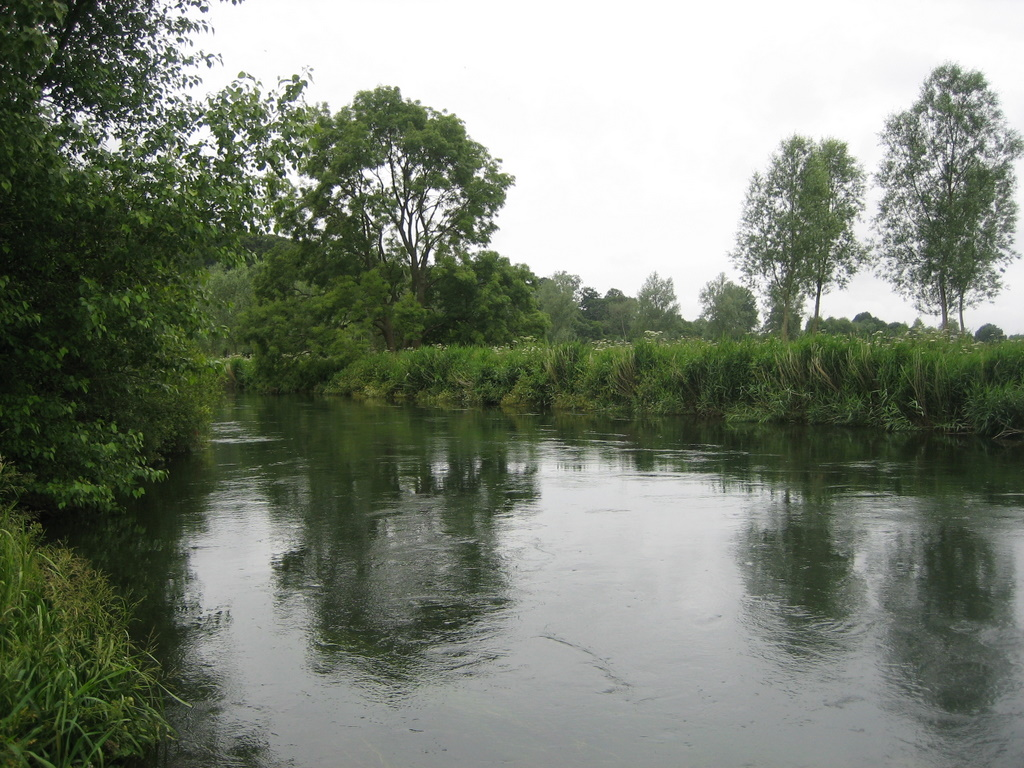
Вид на реку Эйвон в графстве Гэмпшир недалеко от Фордингбриджа.

## Судоходство
В XVIII веке возбуждались судебные дела в связи с прекращением навигации на реке.
В 2000-е годы любители гребли на каноэ, искавшие законное обоснование доступа на Эйвон, отыскали давно забытый закон — «Акт об обеспечении судоходства по реке Эйвон из Крайстчерча в Нью-Сарум», который был принят в 1664 году при Карле II. Предусмотренные законом работы не были выполнены, однако закон не был отменён, следовательно, остаётся в силе и может обеспечить законное право судоходства.

## Сохранение природных ресурсов
Четырёхлетний проект под названием STREAM стартовал в сентябре 2005 года. 1 млн фунтов стерлингов были направлены на сохранение мест обитания видов, таких как лютик, атлантический лосось, европейская ручьевая минога, морская минога, подкаменщик, улитка Демулена, серая утка и Малый лебедь.
Проект под названием «Living River» реализовывался с 2006 по 2010 год, его целью было обеспечение доступа к местам отдыха и сохранение биоразнообразия.
В 1993 году долина Эйвон между Биктоном и Крайстчерчем была определена как участок особого научного значения.

## Археология
К реке ведёт Дорога Стоунхенджа — древняя дорога, спускающаяся от Стоунхенджа — известного мегалитического сооружения. В месте, где дорога подходит к реке, находится мегалит Блухендж. Стоунхендж, Блухендж, Дорога Стоунхенджа и находящееся на берегу Эйвона близ Блухенджа древнее городище Vespasian’s Camp входят в состав комплекса «Стоунхендж и Эйвбери», отнесённого к Всемирному наследию ЮНЕСКО.

## Населённые пункты
- Эймсбери
- Вест-Эймсбери
- Солсбери
- Крайстчерч